# Радянський театр (журнал)
«Радянський театр» — двомісячник Управління мистецтв Народного комісаріату освіти, виходив у Харкові з серпня 1929 до 1931 (16 чисел).
Журнал висвітлював питання теорії, історії, практики театру та інформував про театральне життя УРСР, СРСР і закордону. На його сторінках відбувся диспут (головно з приводу вистав «Народного Малахія» М. Куліша і «Диктатури» І. Микитенка у «Березолі») на тему мистецьких шукань у театрі, у якому взяли участь Лесь Курбас («Треба перемінити окуляри», «На дискусійний стіл»), М. Скрипник («Театральний трикутник»), В. Сухино-Хоменко («Нотатки про театр»). Активним співробітником двомісячника був Яків Мамонтов.